# Loken (Norra Ny socken, Värmland)
Loken är en sjö i Torsby kommun i Värmland och ingår i Göta älvs huvudavrinningsområde.